# Bufo nelsoni
Cóc Amargosa (Bufo nelsoni) là một loài cóc trong họ Bufonidae.

## Phân bố
Đây là loài đặc hữu của thung lũng Oasis, sa mạc Amargosa ở Nevada, Hoa Kỳ. Môi trường sống tự nhiên của chúng là sông Amargosa, thung lũng Oasis và suối ở vùng cao. Loài này đang bị đe dọa do mất nơi sống.